# Trần Vũ công
Trần Vũ công (chữ Hán: 陳武公; trị vì: 795 TCN - 781 TCN), tên thật là Quy Linh (媯靈), là vị vua thứ tám của nước Trần – chư hầu nhà Chu trong lịch sử Trung Quốc.
Trần Vũ công là con của Trần Ly công – vua thứ 7 nước Trần. Năm 796 TCN, Ly công mất, Quy Linh lên nối ngôi, tức là Trần Vũ công.
Sử sách không ghi chép sự kiện xảy ra liên quan tới nước Trần trong thời gian ông làm vua.
Năm 781 TCN, Trần Vũ công qua đời. Ông ở ngôi được 15 năm. Con ông là Quy Thuyết lên nối ngôi, tức là Trần Di công.